# Willenhofen (Attenweiler)
Willenhofen ist ein Ortsteil der Gemeinde Attenweiler im Landkreis Biberach in Baden-Württemberg. Der Weiler liegt circa eineinhalb Kilometer nordwestlich von Attenweiler.
Willenhofen wurde als Teil der Gemeinde Oggelsbeuren am 1. Januar 1975 durch die Vereinigung der Gemeinden Attenweiler, Oggelsbeuren und Rupertshofen zu Attenweiler eingemeindet.

## Geschichte
Der Ort wurde 1361 erstmals erwähnt. Er gehörte zu Grundsheim und kam mit diesem 1361 an die Herren von Stadion und schließlich 1789 an die Fürsten von Thurn und Taxis.

## Sehenswürdigkeiten
- Antoniuskapelle, erbaut 1846